# Cheerleading

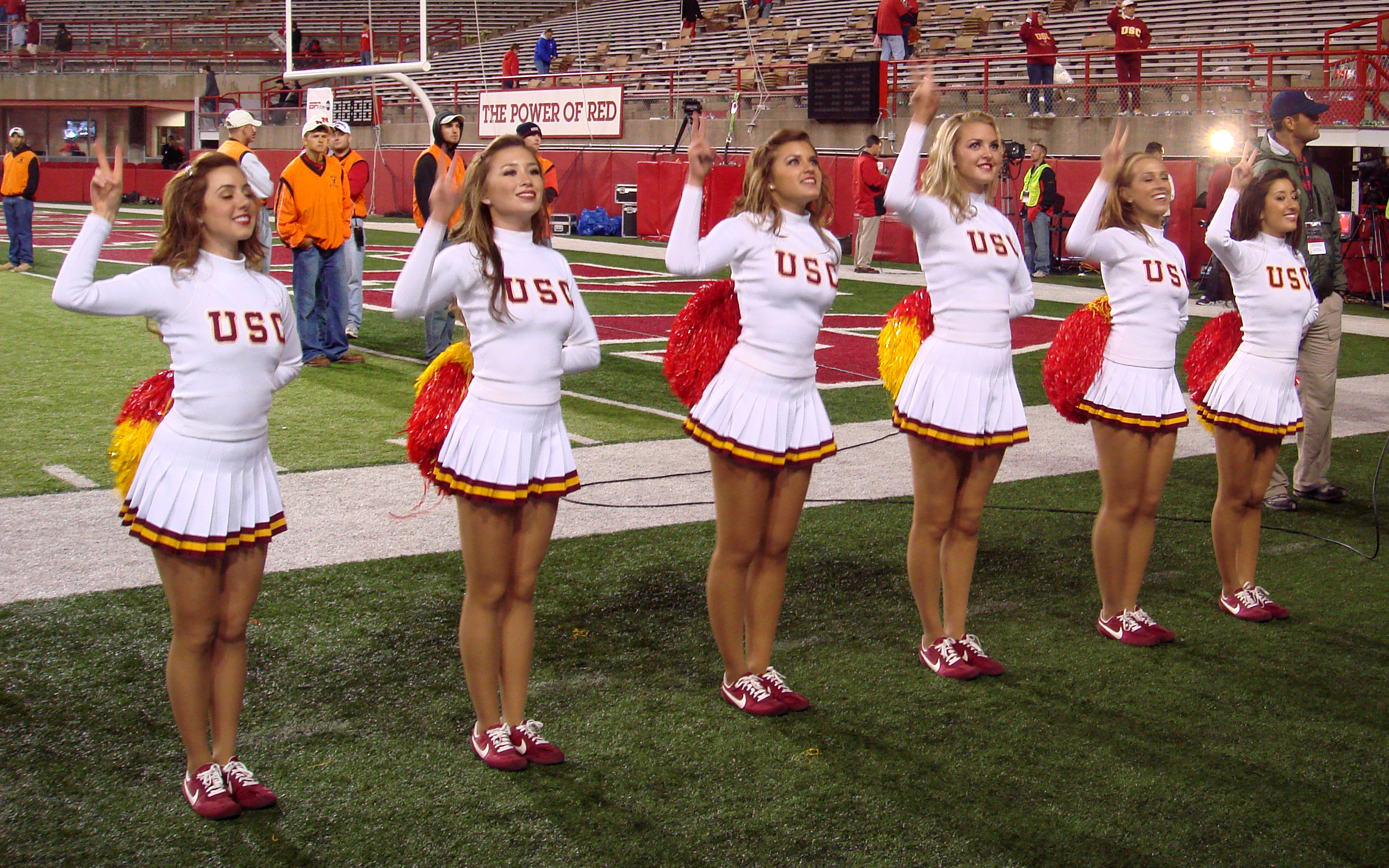
Cheerledare (cheerleaders).

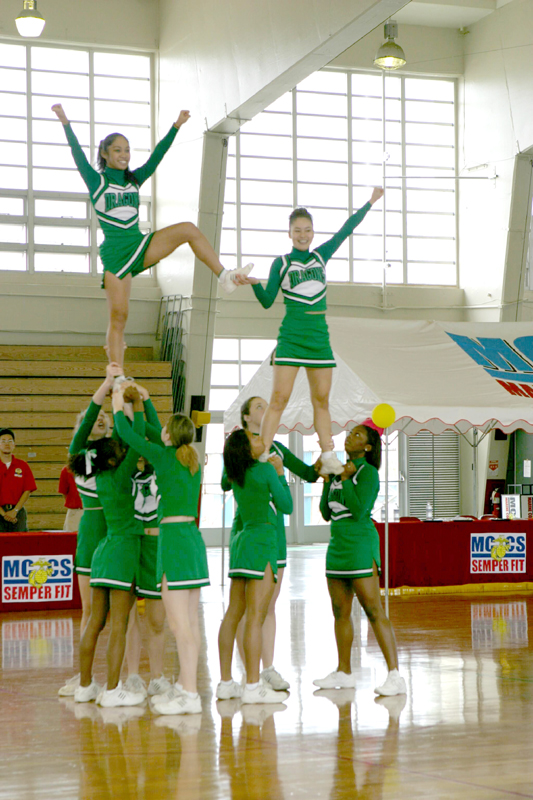
Cheerleaders övar inför en tävling.

Cheerleading är en ursprungligen amerikansk hejarklack-sport som numera spridits över hela världen. Det var till en början ett sätt att stödja det egna laget vid idrottsevenemang, vilket förblivit vanligt förekommande särskilt i USA. Cheerleading skapades på 1860-talet av Johnny Campbell i samband med matcher i amerikansk fotboll. Utövarna, som även på svenska ofta kallas cheerleaders, var män och använde megafoner för att kommunicera sitt budskap om engagemang och entusiasm. Fler idrotter tillkom, bland annat basket och idag finns cheerleading i samband med de flesta idrotter. På 1960-talet utvecklades så kallade pompoms av papper och tävlingssporten cheerleading, med flera discipliner, växte fram.
Årligen anordnas nationella och internationella mästerskap. Sedan 1980-talet utövas cheerleading som tävlingssport i Sverige.
I Sverige anordnas årligen DM (distriktsmästerskap, DM södra, DM norra, DM mellersta och DM Stockholm), SM (svenskt mästerskap) och RM (riksmästerskap) i disciplinerna cheerleading och performance cheer. Inom performance cheer, samt i ramsorna i de högre cheerklasserna används pompoms för att förstärka rörelserna, men även props som skyltar och megafoner för att lättare kunna leda och få med sig publiken i just det momentet.
I Sverige används det internationella systemet "levels" för klassindelning.  Det finns tolv tävlingsklasser fördelat på tre olika åldersindelningar inom svensk cheerleading.

## Historik
Cheerleading utvecklades vid amerikanska universitet från slutet av 1800-talet. Ursprungligen var utövarna män och deras insats bestod av att leda hemmapublikens hejaramsor vid idrottsevenemang. Exempelvis var USA:s tidigare president George W. Bush cheerleader som student vid Yale University.
Gradvis kom dock kvinnor att delta, och under efterkrigstiden har cheerleading fått sin moderna utformning som kombinerar avancerade trick, uniformer och hejaramsor för att stötta budskapet om entusiasm och sportsmannaanda. Cheerleading har därefter etablerats som en fristående sport med egna tävlingar.
Svenska Cheerleadingförbundet som organiserar idrotten cheerleading i Sverige, dess utövare och medlemsföreningar, har över 13000 licensierade utövare i 60 medlemsföreningar. Varje år arrangeras DM, RM och SM, samt att Sverige deltar i EM, VM och klubb-VM. Sverige är genom SCF medlemmar i International Cheer Union, ICU och European Cheer Union, ECU.
ICU som organiserar cheerleading internationellt har 120 medlemsländer på sex kontinenter och är sedan 20 juli 2021 permanent erkända av Internationella olympiska kommittén, IOK, efter att i december 2016 ha blivit provisoriskt erkända.

## Cheerleading idag
Cheerleading kan beskådas som "hejarklacksledning" vid matcher i de flesta lagsporter och även vid speciella cheerleadinguppvisningar eller -tävlingar. Ett tävlingsprogram är två till tre minuter långt beroende på klass, och utförs på en speciell cheerleadingmatta framför domare. Varje lag har en egen specialgjord tävlingsmusik som ofta är en mix av olika låtar i högt tempo. De flesta klasser använder även ramsa som en inledande del av tävlingsprogrammet. För att utföra ett komplett program krävs samarbete inom laget, koordination, fysisk styrka och teknisk färdighet.
Traditionell cheerleading - det som kallas cheer i tävlingssammanhang - är en blandning av bygg (stunts) och mänskliga pyramider, samt volter, hopp, dans och ramsor. 
Viktiga bedömningsmoment är:
- Stunt - även kallat bygg och är lyft som av utförs av 2-5 personer. Vanligast är att en byggrupp består av en topp som lyfts eller kastas, två baser som lyfter varsin fot och en bakperson som håller i vaderna på toppen (en framperson som stödjer stuntet framifrån förekommer i de lägre klasserna). Exempel på stunts är lib (liberty) på ett ben med fribenet i olika svåra positioner och även basket toss, där 3-4 utövare med hjälp av en speciell teknik kan kasta upp en topp (flyer/top person) flera meter upp i luften, där toppen utför akrobatiska  moment.
- Pyramider - består av två eller flera sammankopplade stunts och kan vara i flera våningar.
- Tumbling – volter
- Rörelsemönster - explosiva rörelser som utförs efter varandra, i kombination och med timing
- Hopp – till exempel spread eagle/x-hopp och toe touch
- Ramsa – även kallat cheer eller chant, innehåller ofta lagets namn eller färger. Detta utförs för att peppa publiken och få dem att ropa med. Pompoms eller skyltar kan också användas som rekvisit för att peppa publiken.

## Pom
Inom idrotten cheerleading finns även disciplinen performance cheer - där man kan tävla i hiphop, jazz och freestyle pom. Pom skiljer sig mot traditionell cheerleading då enbart rörelsemönster och hopp bedöms. 
I Sverige finns fyra olika dansklasser: pom minior, förberedande pom, freestyle pom junior & senior.
Rörelsemönstret som utförs i performance cheer utgörs av skarpt avgränsade och spända rörelser och kan, när det framförs rätt, jämföras med en serie stillbilder. Dansen framförs i högt tempo till taktfast och snabb musik.
De flesta svenska utövarna av cheerleading är kvinnor.

## Föreningar i Sverige
Det finns  60 olika föreningar i Sverige utspridda över fyra distrikt. I distrikt Norra finns det 11 föreningar, i Mellersta finns det 16 föreningar, i Södra finns 23 föreningar och i Stockholm finns 10 föreningar.

## Svenska landslag
Det finns fyra olika landslag som representerar Sverige i olika klasser under VM. Team Sweden Coed, Team Sweden Allgirl, Team Sweden Allgirl junior, och Team Sweden Cheer Pom. Riksintag sker gällande Team Sweden Coed och Team Sweden Allgirl junior, och Team Sweden Allgirl och Team Sweden Cheer Pom är klubbaserade. Klubb-värdskapet förläggs i den klubb där de tränare som utses till landslagstränare hör hemma. De lag som har riksintag tränar på neutral ort med tränare som kan höra hemma i olika klubbar. Landslagen tar in idrottare från hela Sverige.

## Svensk cheerleading
- 1989 - Sveriges första svenska mästerskap i Cheerleading arrangerades under Svenska Amerikanska Fotbollsförbundet.
- 1995 - Svenska Cheerleadingförbundet (SCF) bildades. Samarbetsavtal med Svenska Gymnastikförbundet ingicks.
- 2001 - VM-silver Tokyo, Japan i Performance Cheer. Detta var Sveriges första VM-medalj.
- 2011 - Sveriges all-girl landslag tog brons på VM.
- 2017 - Sveriges juniorlandslag tog brons på junior-VM i Orlando, Florida. Detta var det första världsmästerskapet för juniorer i cheerleading.
- 2017 - Det svenska laget Wildcats från klubben Gothenburg Cheer One tog brons på klubb-VM i kategorin "All-girl level 6". Detta var Sveriges första Klubb-VM-medalj.
- 2018 - Sveriges all-girl landslag tog brons på VM.
- 2018 - Det svenska laget Wildcats från klubben Gothenburg Cheer One tog brons på klubb-VM i kategorin "All-girl level 6".
- 2019 - Sveriges juniorlandslag tog guld på junior-VM i Orlando, Florida. Detta var Sveriges första JVM-guld.
- 2019 - Svenska Cheerleadingförbundet (SCF) röstades in som medlem i Riksidrottsförbundet.
- 2021 - International Cheerleading Union (ICU) erkändes permanent 20 juli 2021 av IOK efter ett provisoriskt erkännande redan 24 juni 2016.
- 2022 - Svenska Cheerleadingförbundet (SCF) röstades 26 april 2022 in som permanent erkänd i Svenska Olympiska kommittén, SOK.
- 2024 - Sveriges damlandslag tog silver på VM i Orlando, Florida. Detta var Sveriges första VM-silver i denna klass.